# كيرستي ماكول
كيرستي آنا ماكول /məˈkɔːl/ -mə-KAWL ؛ 10 أكتوبر 1959 - 18 ديسمبر 2000) مغنية وكاتبة أغاني بريطانية، ابنة المغني الشعبي إيوان ماكول . سجلت العديد من أغاني البوب الناجحة في الثمانينيات والتسعينيات، بما في ذلك " There's a Guy Works Down the Chip Shop Swears He's Elvis " وإصدارات غلاف لأغنية Billy Bragg 's " A New England " وأغنية Kinks ' " Days ". حققت أغنيتها المنفردة الأولى " لا يعرفون " نجاحًا كبيرًا في قوائم الأغاني المصورة بعد بضع سنوات عندما غطتها المغنية تريسي أولمان . كما غنت ماكول أيضًا في عدد من التسجيلات التي أنتجها زوجها ستيف ليليوايت ، وأبرزها أغنية " Fairytale of New York " لفريق Pogues . وقد أدى وفاتها في عام 2000 إلى إطلاق حملة "العدالة لكيرستي".

## الحياة المبكرة والمهنة
ولدت كيرستي ماكول في كرويدون ، سري (الآن في جنوب لندن )،   ابنة المغني الشعبي إيوان ماكول (1915-1989) والراقصة جين نيولوف (1923-2017). وُلِد والدها في إنجلترا من أبوين اسكتلنديين . نشأت ماكول وشقيقها الأكبر، هاميش ماكول، مع والدتهما في سيلسدون ، في كرويدون ، حيث التحقت بمدرسة بارك هيل الابتدائية، ومدرسة مونكس هيل الثانوية، ومدرسة جون نيونهام الثانوية، وظهرت في مسرحيات المدرسة. في وقت ولادتها، ومنذ عام 1956، كان والدها أيضًا على علاقة مع مغنية الفولك وعازفة الآلات المتعددة وكاتبة الأغاني بيجي سيجر (وهي العلاقة التي استمرت حتى وفاته في عام 1989)، وكان لديه بالفعل ابن من سيجر.
لقد لفتت انتباهي عندما أصدرت شركة Chiswick Records EP لفرقة الروك البانك المحلية Drug Addix (والتي كانت تسمى في الأصل Tooting Fruities) مع MacColl على الغناء المساند ( The Drug Addix Make A Record ) تحت الاسم المستعار Mandy Doubt (1978). لم يكن المسؤولون التنفيذيون في شركة Stiff Records معجبين بالفرقة، لكنهم أحبوها وقاموا بعد ذلك بتوقيع عقد منفرد معها. 

## حياة مهنية
وصلت أغنيتها المنفردة الأولى " لا يعرفون "، التي صدرت عام 1979، إلى المرتبة الثانية على قائمة البث الإذاعي لمجلة Music Week.   ومع ذلك، أدى إضراب الموزعين إلى منع نسخ من الأغنية من الوصول إلى متاجر التسجيلات ، ونتيجة لذلك فشلت الأغنية في الظهور على قائمة الأغاني الفردية في المملكة المتحدة .
سجلت ماكول أغنية فردية أخرى بعنوان " You Caught Me Out "، لكنها شعرت أنها تفتقر إلى الدعم الكامل من شركة Stiff Records، وتركت الشركة قبل وقت قصير من إصدار الأغنية. تم سحب الأغنية المنفردة، ومن المعروف أن هناك عددًا قليلًا من النسخ الترويجية ذات "العلامة البيضاء" للأغنية المنفردة.
انتقل MacColl إلى Polydor Records في عام 1981. كانت لها أغنية ناجحة رقم 14 في المملكة المتحدة بعنوان " There's a Guy Works Down the Chip Shop Swears He's Elvis "،  من ألبومها الأول الذي نال استحسان النقاد Desperate Character . في عام 1983، تخلت عنها بوليدور عندما أكملت تسجيل الأغاني لألبومها الثاني المخطط له (الذي سيطلق عليه اسم Real ) والذي استخدم المزيد من أجهزة توليد الصوت وكان يحتوي على مسارات على غرار الموجة الجديدة. عادت إلى Stiff، حيث لم تنجح أغاني البوب المنفردة مثل " Terry " و" He's on the Beach "، ولكن غلاف أغنية Billy Bragg 's " A New England " في عام 1985 وصل إلى المرتبة السابعة على قوائم المملكة المتحدة. وتضمن ذلك آيتين إضافيتين كتبها براج خصيصًا لها. وفي ذلك الوقت أيضًا، كتب ماكول وأدى أغنية "London Girls" للمسلسل الهزلي قصير العمر Dream Stuffing (1984) على قناة Channel 4 .
ربما كان ماكول معروفًا في الولايات المتحدة باعتباره كاتب كتاب "إنهم لا يعرفون". كان تسجيل تريسي أولمان للأغنية من بين أفضل عشرة أغاني في قائمة بيلبورد .  وصلت نسخة أولمان إلى المركز الثامن في قائمة هوت 100 الأمريكية في أبريل 1984  (وحققت نجاحًا أكبر في المملكة المتحدة، حيث وصلت إلى المركز الثاني في سبتمبر 1983).  كما غنى ماكول أيضًا في الدعم على المسار، حيث قدم أغنية "Baay-byy" لأنها كانت عالية جدًا بالنسبة لأولمان.  تم تشغيلها خلال الاعتمادات الختامية لبرنامج أولمان على HBO Tracey Takes On ... في عام 1996. كما سجلت أولمان ثلاث أغنيات أخرى لماكول، "لقد حطمت قلبي في 17 مكانًا" و"لقد أمسكت بي"، كأغنيات رئيسية لألبوميها الأول والثاني على التوالي، و"تيري" التي تم إصدارها كأغنية فردية في عام 1985.
في عام 1986، ساهم ماكول في الغناء المساند لأغنية " Ask " الخاصة بفرقة سميثس .  ساهمت بالغناء المساند لألبوم فرقة Simple Minds لعام 1984، Sparkle in the Rain . يمكن سماع صوتها في الأغاني "Speed Your Love to Me" و"Street Hassle". 
عندما أعلنت شركة Stiff Records إفلاسها في عام 1986، أصبحت MacColl غير قادرة على التسجيل بنفسها، حيث لم تشتر أي شركة تسجيل عقدها من المتلقي الرسمي . ومع ذلك، كان لديها عمل منتظم في جلسات الغناء كمغنية داعمة، وغنت كثيرًا في التسجيلات التي أنتجها أو هندسها زوجها، ستيف ليليوايت ، بما في ذلك مسارات لفرقة رولينج ستونز في ألبوم Dirty Work ، وروبرت بلانت ، وذا سميثز ، وأليسون مويت ، وشريكباك ، وسيمبل مايندز ، وتوكينج هيدز ، وبيج كانتري ، وآني فريد لينجستاد (من آبا )، ووندر ستوف ، من بين آخرين. ظهرت في مقاطع الفيديو " Welcome to the Cheap Seats " لفريق Wonder Stuff و" (Nothing But) Flowers " لفريق Talking Heads (إلى جانب جوني مار ، العضو السابق في فرقة Smiths ). كما قام MacColl أيضًا بتعيين تسلسل المسار لألبوم U2 الشهير The Joshua Tree ، والذي قدمت له Lillywhite مزيجًا. 
عاود ماكول الظهور في المخططات البريطانية في ديسمبر 1987، ووصل إلى المرتبة الثانية مع فرقة Pogues في أغنية " Fairytale of New York "، وغنت دويتو مع شين ماكجوان . أدى هذا إلى مرافقتها لفرقة Pogues في جولتهم البريطانية والأوروبية في عام 1988، وهي التجربة التي قالت إنها ساعدتها على التغلب مؤقتًا على خوفها من المسرح .  في مارس 1989، غنى ماكول غناءً مساندًا في EP Hallelujah الخاص بفرقة Happy Mondays .
بعد حل مشكلة العقد، عاد ماكول إلى التسجيل كفنان منفرد وحصل على إشادة النقاد عند إصدار Kite (LP) في عام 1989. حظي الألبوم بإشادة واسعة النطاق من قبل النقاد، وتميز بالتعاون مع ديفيد جيلنور وجوني مار . تناولت كلمات ماكول الحياة في بريطانيا في عهد مارغريت تاتشر وتطرقت إلى تقلبات الحب في أغنية " لا تأتي راعي البقر معي يا سوني جيم! ". على الرغم من احتواء Kite على العديد من المؤلفات الأصلية، إلا أن أكبر نجاح حققته MacColl من الألبوم كان غلاف أغنية Kinks " Days "، والتي منحتها مكانًا في قائمة أفضل 20 أغنية في المملكة المتحدة في يوليو 1989. كان المسار الإضافي في إصدار القرص المضغوط لألبوم Kite عبارة عن غلاف لأغنية Smiths "You Just Haven't Earned It Yet, Baby".
خلال هذا الوقت، ظهرت ماكول في المسلسل الكوميدي التلفزيوني البريطاني French and Saunders ، حيث ظهرت بنفسها، وغنت أغاني بما في ذلك "15 Minutes" و"Don't Come the Cowboy with Me Sonny Jim!" (من Kite )، و"Still Life" (الجانب B من أغنية "Days")، و"Girls on Bikes" (إعادة صياغة للجانب B "Am I Right؟")، ومع الثنائي الكوميدي Raw Sex، أغنية " Somethin' Stupid " الناجحة لفرانك ونانسي سيناترا . واستمرت في الكتابة والتسجيل، وأصدرت ألبوم Electric Landlady في عام 1991. تم صياغة عنوان الألبوم بواسطة جوني مار باعتباره تلاعبًا على عنوان ألبوم جيمي هندريكس Electric Ladyland . وقد تضمنت أغنيتها الأكثر نجاحًا في أمريكا الشمالية، " Walking Down Madison "، والتي كتبتها بالاشتراك مع مار، وحققت نجاحًا كبيرًا في المملكة المتحدة. على الرغم من نجاح الأغنية في الولايات المتحدة، إلا أن أغنية Landlady لم تكن ناجحة بالنسبة لشركة Virgin Records، وفي عام 1992، عندما تم بيع Virgin إلى EMI، تم إسقاط MacColl من الشركة.
أصدرت ماكول ألبوم Titanic Days ، والذي كان نتيجة لزواجها الفاشل من ليلي وايت،  في عام 1993، لكن شركة ZTT Records وافقت فقط على إصدار الألبوم باعتباره "مرة واحدة" ورفضت توقيع عقد معها. يتضمن الألبوم أغنية "Soho Square"، وهي من تأليف أصلي تدور أحداثها في لندن. بعد وفاة ماكول، تم وضع مقعد تذكاري في ساحة سوهو يحمل كلمات الأغنية حيث يمكن للمعجبين تقديم احتراماتهم.  في عام 1995، أصدرت أغنيتين فرديتين جديدتين على Virgin، " Caroline " ونسخة غلاف من أغنية Lou Reed " Perfect Day " (دويتو مع Evan Dando )، بالإضافة إلى مجموعة "الأفضل" Galore .
أصبح ألبوم Galore هو الألبوم الوحيد لـ MacColl الذي وصل إلى المراكز العشرة الأولى في مخطط ألبومات المملكة المتحدة ، ولكن لم يصل أي من الأغنيات المنفردة الجديدة، ولا أغنية "Days" المعاد إصدارها، إلى قائمة أفضل 40 ألبومًا. لم تسجل ماكول مرة أخرى لعدة سنوات؛ وقد تفاقم إحباطها تجاه عالم الموسيقى بسبب حالة طويلة من انعدام القدرة على الكتابة. واعترفت ماكول نفسها بأنها كانت مستعدة للتخلي عن مسيرتها الموسيقية وتصبح مدرسة للغة الإنجليزية في أمريكا الجنوبية.[بحاجة لمصدر]</link>
في عام 1998، تم إصدار ألبوم "ماذا تفعل الفتيات الجميلات؟" تم إصدار ألبوم يحتوي على جلسات حية لراديو BBC 1 (يضم بيلي براغ في أغنيتين) والتي تم بثها بين عامي 1989 و1995.
بعد عدة رحلات إلى كوبا والبرازيل، سجل ماكول ألبوم Tropical Brainstorm المستوحى من الموسيقى العالمية (وخاصة الموسيقى الكوبية وأشكال الموسيقى اللاتينية الأخرى)، والذي تم إصداره في عام 2000 وحظي بإشادة النقاد. وقد تضمنت أغنية " In These Shoes؟ "، والتي حظيت ببث واسع في الولايات المتحدة، وقامت بيت ميدلر بتغطيتها وظهرت في مسلسل Sex and the City على قناة HBO. بعد وفاة ماكول، تم تبنيها من قبل كاثرين تيت كلحن رئيسي لبرنامجها على هيئة الإذاعة البريطانية The Catherine Tate Show ،  وتم عرضها في الموسيقى التصويرية لفيلم Kinky Boots .
ومع ذلك، وعلى الرغم من النجاح النسبي الذي حققته Tropical Brainstorm ، فقد تم التخلي عن MacColl من قبل شركة V2 Records قبل وفاتها.

## تلفزيون
ظهر ماكول بانتظام في الموسم الثالث من برنامج French and Saunders Show ، وهو برنامج كوميدي على قناة BBC. على عكس الضيوف الآخرين في العرض، لم تشارك في أي من الرسومات، بل غنت أغانيها أثناء أدائها كما في الفيديو الموسيقي. كما ظهرت بانتظام في برامج جولز هولاند التلفزيونية، وأيضا على هيئة الإذاعة البريطانية، حيث غنت خلال Hootenanny عام 1995 نسخة من أغنية " Miss Otis Regrets " مع Pipes and Drums of the Irish Guards .
ظهرت ماكول في الفيلم الموسيقي الخيالي التاريخي The Ghosts of Oxford Street على قناة Channel 4 عام 1991 بدور كيتي فيشر ، حيث أدت "حكاية نيويورك الخيالية" أمام شين ماكجوان بدور دوق يورك.

## الوفاة
في عام 2000، بعد مشاركتها في تقديم برنامج إذاعي لهيئة الإذاعة البريطانية في كوبا،  أخذت ماكول إجازة في جزيرة كوزوميل بالمكسيك مع أبنائها وصديقها الموسيقي جيمس نايت. في 18 ديسمبر 2000، ذهبت هي وأبناؤها للغوص في شعاب تشانكانااب، وهي جزء من الحديقة البحرية الوطنية في كوزوميل، في منطقة غوص مخصصة كان من المحظور على المركبات المائية دخولها. وكان برفقة المجموعة غواص محلي مخضرم، إيفان دياز. وبينما كانت المجموعة تصعد إلى السطح من الغطس، دخل قارب بخاري يتحرك بسرعة عالية إلى المنطقة المحظورة. رأت ماكول القارب قادمًا قبل أن يراه أبناؤها. ولم يكن لويس، الذي كان يبلغ من العمر 13 عامًا في ذلك الوقت، في طريقه، لكن جيمي، الذي كان يبلغ من العمر 15 عامًا آنذاك، كان في طريقه. تمكنت من دفعه بعيدًا عن الطريق (لقد أصيب بجروح طفيفة في الرأس والأضلاع)، لكن القارب السريع صدمها، مما أدى إلى دهسها. أصيب ماكول بإصابات بالغة في الصدر والرأس وتوفي على الفور.  تم نقل جثمان ماكول إلى المملكة المتحدة وتم حرقه بعد مراسم الجنازة في محرقة مورتليك في كيو .

### العواقب
وكان القارب السريع المتورط في الحادث تحت سيطرة جييرمو جونزاليس نوفا، رئيس سلسلة متاجر السوبر ماركت كوميرشال ميكسيكانا الملياردير، وكان على متن القارب مع أفراد عائلته. كان القارب مملوكًا لكارلوس جونزاليس نوفا ، شقيق جييرمو ومؤسس شركة Comercial Mexicana. وقال أحد موظفي جييرمو جونزاليس نوفا، وهو عامل القارب خوسيه سين يام، إنه كان مسيطرًا على القارب وقت وقوع الحادث.   وقال شهود عيان إن سين يام لم يكن يتحكم في القارب، وإن القارب كان يسير بسرعة أكبر بكثير من سرعة العقدة الواحدة التي ذكرها جونزاليس نوفا.
تمت إدانة سين يام بتهمة القتل غير العمد وحكم عليه بالسجن لمدة عامين وعشرة أشهر. وبموجب القانون المكسيكي، سُمح له بدفع غرامة عقابية قدرها 1034 بيزو (حوالي 63 يورو، أو 61 جنيهًا إسترلينيًا أو 90 دولارًا أمريكيًا) بدلاً من عقوبة السجن. كما أمرته المحكمة بدفع تعويضات تقدر بنحو 2150 دولارا أمريكيا لأسرة ماكول، وهو المبلغ الذي يعتمد على أجره. قال الأشخاص الذين قالوا إنهم تحدثوا إلى سين يام بعد القتل إنه تلقى أموالاً مقابل تحمل اللوم.  

### حملة العدالة لكيرستي
أطلقت عائلة ماكول حملة العدالة لكيرستي ردًا على الأحداث المحيطة بوفاتها. ومن بين جهود المجموعة:
- وقد قام محامو عائلة ماكول والمجموعة بحملة للمطالبة بمراجعة قضائية للأحداث المحيطة بوفاتها. وكانوا على اتصال متكرر بالحكومة المكسيكية وتقدموا بطلب إلى اللجنة الأمريكية لحقوق الإنسان .
- وانتقد أصدقاء ماكول وعائلته ما اعتبروه عدم تعاون من جانب السلطات المكسيكية. في مايو 2006، أُدين إميليو كورتيز راميريز، المدعي العام الفيدرالي في كوزوميل، بتهمة انتهاك سلطته في تعامله مع قضية ماكول. [23]
- في عام 2004، عرضت هيئة الإذاعة البريطانية فيلمًا وثائقيًا للمخرجة أوليفيا ليشتنشتاين بعنوان "من قتل كيرستي ماكول؟" [24]
- وتحدث بونو ، قائد فرقة U2 ، والذي كان صديقًا لماكول، عن الحادث أثناء حفل في مونتيري بالمكسيك في فبراير/شباط 2006. أصدرت الحكومة المكسيكية بيانًا بعد الحفل الموسيقي أشارت فيه إلى أنها ستتخذ إجراءات. [25]

في 20 أغسطس 2009، توفي كارلوس جونزاليس نوفا عن عمر يناهز 92 عامًا لأسباب طبيعية.  في ديسمبر/كانون الأول من ذلك العام، أصدرت لجنة حملة العدالة لكيرستي بيانًا أعلنت فيه إنهاء الحملة لأنها "نجحت في تحقيق معظم أهدافها" و"من غير المرجح أن تتمكن من تحقيق المزيد من الأهداف". كان من المقرر تقسيم الأموال المتبقية للحملة بين مؤسستين خيريتين، Casa Alianza México و Cuba Music Solidarity ، وهي لفتة "كانت كيرستي ستوافق عليها"، كما جاء في البيان. 
تم تكريم ماكول في عام 2002 بحفل تذكاري في لندن في Royal Festival Hall ، والذي ضم عددًا من الموسيقيين الذين عملوا معها أو تأثروا بها. أقيم حفل تذكاري مماثل في عيد ميلادها (10 أكتوبر 2010) في O2 Shepherd's Bush Empire ، لدعم مؤسستها الخيرية المفضلة، صندوق الموسيقى لكوبا. 
وتستمر ماكول في تلقي التغطية الإعلامية؛ ففي عام 2004، نُشر كتاب كيرستي ماكول: الوحيدة، وهو سيرة ذاتية لماكول بقلم كارين أوبراين. تم إصدار مجموعة مكونة من ثلاثة أقراص مضغوطة تضم كامل مسيرتها المهنية، من كرويدون إلى كوبا ، في عام 2005. تم إعادة إصدار Titanic Days في عام 2005 كمجموعة مكونة من قرصين مضغوطين فاخرين، كما تم إعادة إتقان Kite و Electric Landlady وإعادة إصدارهما مع مسارات إضافية. تم إصدار ألبومها الأول، Desperate Character، على أول قرص مضغوط في عام 2012 على علامة Salvo. في 7 أغسطس 2005، ظهر The Best of Kirsty MacColl ، وهو تجميع لقرص واحد يتضمن أغنية "جديدة" بعنوان "Sun on the Water"، لأول مرة على قوائم الألبومات في المملكة المتحدة في المرتبة 17، وارتفع إلى المرتبة 12 بعد أسبوع.
يظل تعاون ماكول مع فرقة Pogues، " حكاية نيويورك الخيالية "، من الأغاني المفضلة دائمًا في عيد الميلاد. في أعوام 2004 و2005 و2006، تم التصويت لها كأغنية عيد الميلاد المفضلة في استطلاع أجرته قناة الفيديو الموسيقي VH1 .  أعيد إصدار الأغنية في المملكة المتحدة في ديسمبر 2005، وتم تقسيم العائدات بين حملة العدالة لكيرستي والجمعيات الخيرية للمشردين. وصلت إعادة الإصدار إلى المرتبة الثالثة في قوائم المملكة المتحدة، وقضت خمسة أسابيع في المراكز الـ 75 الأولى خلال فترة عيد الميلاد ورأس السنة الجديدة. وصلت إلى المراكز العشرة الأولى للمرة الثالثة في تاريخها في عام 2006، وبلغت ذروتها في المرتبة السادسة، وظهرت مرة أخرى في ديسمبر 2007. وقد تمكنت الأغنية أيضًا من الوصول إلى المراكز العشرين الأولى في السنوات اللاحقة، وقضت الآن وقتًا أطول في المراكز العشرين الأولى من أي أغنية أخرى.[بحاجة لمصدر]</link> باستثناء إعادة الإصدارات في عامي 2005 و2012، فإن إعادة التصنيف الموسمية في القرن الحادي والعشرين ترجع إلى مبيعات التنزيل، وليس إلى الإصدارات الإضافية (مبيعات التنزيل تُحسب ضمن مخطط الأغاني الفردية منذ عام 2005). تم إنتاج نسخة فردية مقاس 7 بوصات في عام 2012 للاحتفال بالذكرى الخامسة والعشرين لظهورها الأصلي (Rhino Records WEA400)، مدعومة بإصدار موسيقي.
في عام 2023، تم الكشف عن لوحة تذكارية في منزلها السابق في إيلينغ ، غرب لندن، من قبل ابنها لويس. عاشت ماكول في هذا العنوان منذ عام 1985 حتى وفاتها. 
بعد وفاة شين ماكجوان في 30 نوفمبر 2023، وصلت أغنية "Fairytale of New York" إلى المركز الأول في أيرلندا على Spotify .  في 13 ديسمبر 2023، أعادت فرقة The Pogues إصدار الأغنية كأغنية خيرية مقاس 7 بوصات تكريمًا لماكجوان وللاستفادة من مجتمع Dublin Simon، وهي منظمة تحارب التشرد. 
في يناير 2024، أصدرت شركة Demon Records مجموعة مجمعة من أفضل موسيقى MacColl، بعنوان Kirsty MacColl: Free World - The Best Of Kirsty MacColl 1979-2000. تم وصفه بأنه أول تجميع لأفضل موسيقى MacColl على الإطلاق تم إصداره على الفينيل، وتم إصداره في شكل أسطوانتين محدودتي الإصدار باللون الأصفر . 

## الجوائز والترشيحات
| Award               | Year | Nominee(s)             | Category               | Result | Ref.   |
| ------------------- | ---- | ---------------------- | ---------------------- | ------ | ------ |
| Ivor Novello Awards | 1992 | "Walking Down Madison" | Best Contemporary Song | رُشِّح    | [ 34 ] |
| Ivor Novello Awards | 1995 | "Dear John"            | Most Performed Work    | رُشِّح    | [ 35 ] |

- شخصية يائسة (1981)
- طائرة ورقية (1989)
- صاحبة المنزل الكهربائية (1991)
- أيام تيتانيك (1993)
- العصف الذهني الاستوائي (2000)
- حقيقي (2023)

## فهرس
- MacColl، Jean (2008). Sun on the Water: The Brilliant Life and Tragic Death of Kirsty MacColl. London: John Blake. ISBN:978-1-84454-549-0. OCLC:434559942.
- O'Brien، Karen (2004). Kirsty MacColl: The One and Only. London: Andre Deutsch. ISBN:0-233-00070-4. OCLC:308622623.

1. ↑  "Singer Kirsty MacColl dies" (بالإنجليزية). BBC Online. 19 Dec 2000. Retrieved 2019-12-16.
2. ↑  "Kirsty MacColl". officialcharts.com/. مؤرشف من الأصل في 2025-02-22. اطلع عليه بتاريخ 2023-05-31.
3. ↑  Smith، Liz (11 يناير 2001). "Kirsty MacColl: a life in song". /www.wsws.org. مؤرشف من الأصل في 2025-01-19. اطلع عليه بتاريخ 2023-05-31.
4. ↑  "Obituary Kirsty MacColl". The Guardian. اطلع عليه بتاريخ 2017-08-14.
5. ↑  Gajarsky، Bob (27 فبراير 1995)، REVIEW: Kirsty MacColl, Galore (I.R.S.)، Consumable on line، مؤرشف من الأصل في 30 يونيو 2012، اطلع عليه بتاريخ 4 فبراير 2011
6. ↑  Soave، Daniela (1995). "NME or Melody Maker, 1981". The Kirsty MacColl web site. مؤرشف من الأصل في 2012-02-25. اطلع عليه بتاريخ 2010-05-20.
7. ↑  "KIRSTY MacCOLL REMEMBERED – Record Collector Magazine". Recordcollectormag.com. مؤرشف من الأصل في 2025-06-29.
8. ↑  Paytress، Mark (مارس 1994). "Kirsty MacColl". Record Collector. مؤرشف من الأصل في 2023-04-09. اطلع عليه بتاريخ 2019-10-16 – عبر صفحات الروك الخلفية  [لغات أخرى]‏.{{استشهاد بمجلة}}:  صيانة الاستشهاد: علامات ترقيم زائدة (link)
9. ↑  "Tracey Ullman: Hot 100". Billboard.com. مؤرشف من الأصل في 2019-04-19.
10. ↑  "Tracey Ullman: Singles". Officialcharts.com. مؤرشف من الأصل في 2019-04-20.
11. ↑  "BBC Radio 4 - Desert Island Discs, Tracey Ullman, actor and comedian". BBC (بالإنجليزية البريطانية). Archived from the original on 2025-02-17. Retrieved 2021-10-20.
12. 1 2  Wicks، Kevin. "Kirsty MacColl Remembered 10 Years Later". BBC America. مؤرشف من الأصل في 2019-08-04.
13. ↑  "Sparkle In The Rain". SIMPLEMINDS.COM (بالإنجليزية البريطانية). 6 Feb 1984. Archived from the original on 2025-03-21. Retrieved 2021-09-12.
14. ↑  Bishop, Corinne (director) (2001). Kirsty: The Life and Songs of Kirsty MacColl (Television documentary). BBC.  وقع ذلك في 23:32. مؤرشف من الأصل في 2024-08-27. اطلع عليه بتاريخ 2024-12-25.{{استشهاد بوسائط مرئية ومسموعة}}:  صيانة الاستشهاد: BOT: original URL status unknown (link)
15. ↑  Buckley، Jonathan (1999). Rock : the rough guide (ط. 2. ed., expanded and complety rev.). London: Rough Guides. ص. 622–623. ISBN:978-1-85828-457-6. مؤرشف من الأصل في 2023-04-07. اطلع عليه بتاريخ 2011-12-15. ...she toured Ireland and suffered from stage fright...
16. ↑  Grant، Ed (9 مارس 2001). "Elegy for a One-Woman Girl Group". Time. مؤرشف من الأصل في 2019-10-07. اطلع عليه بتاريخ 2024-12-25.
17. ↑  "Kirsty MacColl memorial". London Remembers. مؤرشف من الأصل في 2025-04-22. اطلع عليه بتاريخ 2023-09-20.
18. ↑  "Singer Kirsty MacColl dies". news.bbc.co.uk. بي بي سي نيوز. 19 ديسمبر 2000. مؤرشف من الأصل في 2024-02-19. اطلع عليه بتاريخ 2007-12-04.
19. ↑  "The day the music died". alixkirsta.com. Alix Kirsta. 31 يوليو 2004. مؤرشف من الأصل في 2025-01-15. اطلع عليه بتاريخ 2014-02-10.
20. ↑  Davies، Caroline؛ Tuckman، Jo. "Kirsty MacColl's mother ends campaign for justice after nine years". الغارديان. اطلع عليه بتاريخ 2015-06-15.
21. 1 2  Allan، Vicky (22 أغسطس 2004). "I Believe The Mexican Fined For Killing Kirsty Was A Fall Guy". The Sunday Herald. Highbeam Research. مؤرشف من الأصل في 2016-02-25. اطلع عليه بتاريخ 2015-06-15.
22. ↑  Wynne-Jones، Ros (21 ديسمبر 2005). "Kirsty MacColl Exclusive: Singer's Mum Fights for Justice". Mirror.co.uk. مؤرشف من الأصل في 2008-02-21. اطلع عليه بتاريخ 2007-12-04.
23. ↑  "Latest News: Federal Prosecutor in Cozumel found liable for breach of Authority". justiceforkirsty.org. Justice For Kirsty Campaign. 6 مايو 2006. مؤرشف من الأصل في 2024-12-27. اطلع عليه بتاريخ 2007-12-04.
24. ↑  "Documentaries: Who Killed Kirsty MacColl?". bbc.co.uk. بي بي سي. مؤرشف من الأصل في 2011-09-07. اطلع عليه بتاريخ 2007-12-04.
25. ↑  "Justice promised for singer Kirsty MacColl". divemagazine.co.uk. Dive Magazine. 23 فبراير 2006. مؤرشف من الأصل في 2007-09-27. اطلع عليه بتاريخ 2007-12-04.
26. ↑  Miranda, Juan Carlos (1 Oct 2013). "Falleció a los 92 años Carlos González Nova, fundador de Comercial Mexicana" [Carlos González Nova, founder of Comercial Mexicana, died at 92]. La Jornada (بالإسبانية). Mexico City. Archived from the original on 2023-04-07. Retrieved 2020-05-10.
27. ↑  "Justice For Kirsty Campaign Announcement" (PDF). JusticeForKirsty.org. Leni Gillman for the Justice For Kirsty Campaign. 5 ديسمبر 2009. مؤرشف من الأصل (PDF) في 2025-04-20. اطلع عليه بتاريخ 2020-05-10.
28. ↑  "MacColl memorial gig to benefit Cuban artists". Musicweek.com. مؤرشف من الأصل في 2024-12-25.
29. ↑  "Fairytale still the festive pick". BBC News. BBC Corp. 15 ديسمبر 2005. مؤرشف من الأصل في 2023-12-16. اطلع عليه بتاريخ 2007-12-04.
30. ↑  Weisbach, Rachel (10 Nov 2023). "The life of Kirsty MacColl in Ealing remembered with green plaque on her former home". EALING.NEWS - The Voice of Ealing 7 towns - Acton, Ealing, Greenford, Hanwell, Northolt, Perivale, Southall. (بالإنجليزية الأمريكية). Archived from the original on 2024-06-23. Retrieved 2023-11-14.
31. ↑  O'Shea، Kerry (4 ديسمبر 2023). ""Fairytale of New York" surges to number one after Shane MacGowan's death". Irish Central. مؤرشف من الأصل في 2024-12-25. اطلع عليه بتاريخ 2023-12-13.
32. ↑  Blistein، John (13 ديسمبر 2023). "The Pogues Reissue 'Fairytale of New York' as Charity Single Honoring Shane MacGowan". Rolling Stone. مؤرشف من الأصل في 2024-05-15. اطلع عليه بتاريخ 2023-12-13.
33. ↑  "Kirsty MacColl: Free World – The Best Of Kirsty MacColl 1979-2000". Demon Music Group. مؤرشف من الأصل في 2025-06-15. اطلع عليه بتاريخ 2024-01-31.
34. ↑  "The Ivors archive: a legacy of musical excellence". The Ivors Academy. مؤرشف من الأصل في 2022-12-27.
35. ↑  "The Ivors archive: a legacy of musical excellence". The Ivors Academy. مؤرشف من الأصل في 2024-10-08.

## روابط خارجية
- Kirsty MacColl discography at Discogs
- BBC announcement of her death
- Justice for Kirsty – in-depth information regarding MacColl's death[http://www.imdb.com/name/nm0531533/ Kirsty MacColl

] في قاعدة بيانات الأفلام على الإنترنت